# 亨特斯維爾鎮區 (明尼蘇達州沃迪納縣)
亨特斯維爾鎮區（英語：Huntsville Township）是位於美國明尼蘇達州沃迪納縣的一個行政鎮區。

## 地方資料
亨特斯維爾鎮區的面積為92.91平方千米，當中陸地面積為90.80平方千米，而水域面積為2.11平方千米。根據2020年美國人口普查的數據，當地共有人口101人，而人口密度為每平方千米1.09人。